# Gonatocerus darwini
Gonatocerus darwini är en stekelart som beskrevs av Girault 1912. Gonatocerus darwini ingår i släktet Gonatocerus och familjen dvärgsteklar. Inga underarter finns listade i Catalogue of Life.